# Perturbação dos movimentos periódicos dos membros
Perturbação dos movimentos periódicos dos membros (PMPM) é uma perturbação do sono em que a pessoa mexe involuntaria e periodicamente os membros durante o sono e apresenta sintomas relacionados com esse movimento. É uma condição distinta da síndrome das pernas inquietas (SPI). Enquanto na SPI o movimento é voluntário e em resposta a um desconforto, na PMPM o movimento é involuntário e a pessoa geralmente não se apercebe dos movimentos. O diagnóstico de PMPM requer que os movimentos involuntários dos membros ocorram durante o sono. Quando os movimentos ocorrem durante o dia, são geralmente considerados um sintoma de SPI.
A PMPM é caracterizada por episódios recorrentes de movimentos dos membros durante o sono. Geralmente ocorre em partes dos membros inferiores, como os dedos dos pés, tornozelos, joelhos e ancas. Em alguns casos pode ocorrer nas extremidades superior do corpo. Estes movimentos são capazes de acordar a pessoa, o que pode dar origem a sonolência diurna.